# 중화민국 제11대 입법위원 목록 (정당별)
다음은 정당별 중화민국 제11대 입법위원 목록이다.
| < |                                                  |  | 위원명부 \| 선거구별 \| 정당별 |  | 12 | > |
| < | 민주진보당 \| 중국국민당 \| 대만민중당 \| 무소속 |  |                                |  | 12 | > |

- 제11대 입법위원 선거일 : 2024년 1월 13일
- 제11대 입법위원 임기 : 2024년 2월 1일 ~

## 민주진보당
- 궈궈원 (南2)
- 궈위칭 (비례대표)
- 라이루이룽 (高8)
- 라이후이위안 (南1)
- 뤄메이링 (비례대표)
- 류젠궈 (雲2)
- 리보이 (高3)
- 리쿤쩌 (高5)
- 리쿤청 (新北3)
- 린다이화 (高4)
- 린수펀 (新北2)
- 린웨친 (비례대표)
- 린이진 (南4)
- 린쥔셴 (南5)
- 린추인 (비례대표)
- 선보양 (비례대표)
- 선파후이 (비례대표)
- 쉬즈제 (高7)
- 쉬푸구이 (屏2)
- 쑤차오후이 (新北5)
- 양야오 (澎)
- 왕딩위 (南6)
- 왕메이후이 (嘉市)
- 왕스젠 (北2)
- 왕이촨 (비례대표) 보어
- 왕정쉬 (비례대표) 보어
- 우리화 (山原)
- 우빙루이 (新北4)
- 우쓰야오 (北1)
- 우치밍 (新北10)
- 우페이이 (北5)
- 유시쿤 (비례대표) 사퇴
- 장야린 (비례대표)
- 장훙루 (新北6)
- 좡루이슝 (비례대표)
- 중자빈 (屏1)
- 차이이위 (嘉縣1)
- 차이치창 (中1)
- 천관팅 (嘉縣2)
- 천슈바오 (彰1)
- 천쑤웨 (彰4)
- 천잉 (平原)
- 천쥔위 (宜)
- 천페이위 (비례대표)
- 추이잉 (高1)
- 커젠밍 (비례대표)
- 판윈 (비례대표)
- 허신춘 (中7)
- 황슈팡 (彰2)
- 황제 (高6)
- 훙선한 (비례대표) 사퇴

## 중국국민당
- 거루쥔 (비례대표)
- 뉴쉬팅 (桃1)
- 딩쉐중 (雲1)
- 라이스바오 (北8)
- 랴오셴샹 (新北12)
- 랴오웨이샹 (中4)
- 루밍저 (桃3)
- 루셴이 (山原)
- 뤄밍차이 (新北11)
- 뤄팅웨이 (中6)
- 뤄즈창 (北6)
- 뤼위링 (桃5)
- 리옌슈 (北4)
- 린더푸 (新北9)
- 린쓰밍 (竹縣2)
- 린첸치 (비례대표)
- 린페이샹 (基)
- 마원쥔 (投1)
- 셰룽제 (비례대표)
- 셰이펑 (彰3)
- 쉬신잉 (竹縣1)
- 쉬위전 (비례대표)
- 쉬차오신 (北7)
- 쑤칭취안 (비례대표)
- 양충잉 (中3)
- 예위안즈 (新北7)
- 옌콴헝 (中2)
- 완메이링 (桃4)
- 왕위민 (비례대표)
- 왕훙웨이 (北3)
- 우쭝셴 (비례대표)
- 웡샤오링 (비례대표)
- 유하오 (投2)
- 장자쥔 (비례대표)
- 장즈룬 (新北8)
- 장치천 (中8)
- 정정천 (竹市)
- 정톈차이 (平原)
- 천쉐성 (馬)
- 천위전 (金)
- 천융캉 (비례대표)
- 천징후이 (비례대표)
- 추뤄화 (桃6)
- 추전쥔 (苗2)
- 커즈언 (비례대표)
- 투취안지 (桃2)
- 푸쿤치 (花)
- 한궈위 (비례대표)
- 황런 (平原)
- 황젠빈 (東)
- 황젠하오 (中5)
- 훙멍카이 (新北1)

## 대만민중당
- 류수빈 (비례대표)
- 린궈청 (비례대표)
- 린이쥔 (비례대표)
- 마이위전 (비례대표)
- 우춘청 (비례대표) 사퇴
- 장치카이 (비례대표)
- 천자오쯔 (비례대표)
- 황궈창 (비례대표)
- 황산산 (비례대표)

## 무소속
- 가오진쑤메이 (山原)
- 천차오밍 (苗1)